# Superprestige 1986-1987
Navigation
1985-1986 1987-1988
La 5e édition du Superprestige s'est déroulée entre les mois d'octobre 1986 et février 1987. Elle comprenait huit manches disputées par les élites. Le classement général a été remporté par Hennie Stamsnijder pour la troisième fois.

## Hommes élites

### Résultats
| # | Date         | Lieu                                       | Vainqueur          | Deuxième           | Troisième        | Leader du classement général |
| - | ------------ | ------------------------------------------ | ------------------ | ------------------ | ---------------- | ---------------------------- |
| 1 | 1er octobre  | Zarautz (Cyclo-cross de Zarautz)           | Frank van Bakel    | Hennie Stamsnijder | Martin Hendriks  | Frank van Bakel              |
| 2 | 15 octobre   | Valkenswaard (Cyclo-cross de Valkenswaard) | Martin Hendriks    | Rein Groenendaal   | Huub Kools       |                              |
| 3 | 1er novembre | Rome (Cyclo-cross de Rome)                 | Petr Hric          | Hennie Stamsnijder | Jan Wiejac       |                              |
| 4 | 15 novembre  | Oss (Cyclo-cross d'Oss)                    | Hennie Stamsnijder | Martin Hendriks    | Ludo De Rey      |                              |
| 5 | 1er décembre | Overijse (Druivencross)                    | Hennie Stamsnijder | Ludo De Rey        | Roland Liboton   |                              |
| 6 | 15 décembre  | Diegem (Cyclo-cross de Diegem)             | Roland Liboton     | Hennie Stamsnijder | Martin Hendriks  |                              |
| 7 | 10 janvier   | Zillebeke (Cyclo-cross de Zillebeke)       | Rudy De Bie        | Yvan Messelis      | Rein Groenendaal | Hennie Stamsnijder           |
| 8 | 1er février  | Gavere (Cyclo-cross d'Asper-Gavere)        | Hennie Stamsnijder | Rudy De Bie        | Frank van Bakel  | Hennie Stamsnijder           |

### Classement général
| Pos | Coureur            | Points |
| --- | ------------------ | ------ |
| 1   | Hennie Stamsnijder | 107    |
| 2   | Frank van Bakel    | 79     |
| 3   | Martin Hendriks    | 70     |
| 4   | Huub Kools         | 69     |
| 5   | Yvan Messelis      | 64     |
| 6   | Ludo De Rey        | 62     |
| 7   | Rein Groenendaal   | 59     |
| 8   | Rudy De Bie        | 49     |
| 9   | Rudy Thielemans    | 46     |
| 10  | Roland Liboton     | 44     |